# The Final Countdown (álbum)
The Final Countdown é o terceiro álbum de estúdio da banda sueca Europe. Lançado em 26 de maio de 1986 pela Epic Records, o álbum foi um enorme sucesso comercial vendendo mais de 15 milhões de cópias em todo o mundo. O album chegou a #8 na Billboard 200 chart dos EUA e alcançou o top 10 em charts de todo o mundo. Toda a parte instrumental foi gravada no Powerplay Studios em Zurique, na Suíça em 1985, e a gravação das vozes gravadas no Soundtrade Studios em Estocolmo, Suécia , Mastersound Studios em Atlanta e Fantasia Studios em Berkeley, em 1986, nos Estados Unidos. A princípio o álbum seria lançado no natal de 1985, mas com problemas nas cordas vocais pouco antes de gravar na Suíça, o vocalista Joey Tempest passou por uma cirurgia e somente gravou o vocal no ínício de 1986. A banda ficou muito insatisfeita com a capa do álbum após o lançamento, pois era apenas uma pintura..
Cinco Singles foram lançados do álbum: "The Final Countdown", "Rock The Night", "Carrie", "Cherokee" e "Love Chaser" (esta apenas no Japão, para um filme chamado Pride and One) . Os três primeiros singles (que estiveram nas musicas mais tocadas nas radios brasileiras em 1986 e 1987) foram os responsáveis pelo sucesso do Europe rumo a popularidade, com single "The Final Countdown" chegando a #1 em 25 paises, "Rock The Night" top 10 em varios charts europeus, e "Carrie" #3 na Billboard Hot 100.
Todas as canções foram escritas por Joey Tempest, com exceção de "Carrie" escrita por Tempest e Mic Michaeli. 
1. "The Final Countdown"  	- 5:12
2. "Rock the Night"  	- 4:03
3. "Carrie"  	        - 4:30
4. "Danger on the Track"  	- 3:45
5. "Ninja"                 - 3:46
6. "Cherokee"  	        - 4:20
7. "Time Has Come"  	- 4:01
8. "Heart of Stone"  	- 3:46
9. "On the Loose"  	- 3:08
10. "Love Chaser"  	        - 3:27

## Créditos
- Joey Tempest – Vocal
- John Norum – Guitarra
- John Levén – Baixo
- Mic Michaeli – Teclados
- Ian Haugland – Bateria